# Vela nos Jogos Olímpicos de Verão de 1972 - Finn
As provas da classe Finn da vela nos Jogos Olímpicos de Verão de 1972 ocorreram entre 29 de agosto e 8 de setembro daquele ano no Olympiazentrum Schilksee, na Baía de Quiel, na Alemanha Ocidental. O programa compunha sete regatas. Para esta classe, houve 35 velejadores de 35 nações inscritas.

## Calendário
| ● | Eventos competitivos | ● | Finais |

| Data                | Agosto | Agosto | Agosto | Agosto | Agosto | Agosto | Setembro | Setembro        | Setembro        | Setembro | Setembro | Setembro | Setembro        | Setembro        | Setembro | Setembro | Setembro |
| Data                | 26 Sáb | 27 Dom | 28 Seg | 29 Ter | 30 Qua | 31 Qui | 1 Sex    | 2 Sáb           | 3 Dom           | 4 Seg    | 5 Ter    | 6 Qua    | 7 Qui           | 8 Sex           | 9 Sáb    | 10 Dom   | 11 Seg   |
| ------------------- | ------ | ------ | ------ | ------ | ------ | ------ | -------- | --------------- | --------------- | -------- | -------- | -------- | --------------- | --------------- | -------- | -------- | -------- |
| Finn (planejamento) |        |        |        | ●      | ●      | ●      | ●        | Dia de descanso | Dia de descanso | ●        | ●        | ●        | Dia de descanso | Dia de descanso |          |          |          |
| Finn (real)         |        |        |        | ●      | ●      | ●      | ●        | Dia de descanso | Dia de descanso | ●        | ●        |          | Névoa           | ●               |          |          |          |

## Medalhistas
O francês Serge Maury finalizou a competição em primeiro lugar, conquistando a medalha de ouro. A prata firmou-se com o grego Ilias Hatzipavlis. Por fim, a medalha de bronze ficou com Viktor Potapov, da União Soviética.
|  | FRA França  |  | GRE Grécia        |  | URS União Soviética |
|  | Serge Maury |  | Ilias Hatzipavlis |  | Viktor Potapov      |

## Resultados
Estes foram os resultados da competição:
| Pos.              | Nação                        | Tripulação           | Regata I | Regata I | Regata II | Regata II | Regata III | Regata III | Regata IV | Regata IV | Regata V | Regata V | Regata VI | Regata VI | Regata VII | Regata VII | Total | Total -1 |
| Pos.              | Nação                        | Tripulação           | Pts.     | Pos.     | Pts.      | Pos.      | Pts.       | Pos.       | Pts.      | Pos.      | Pts.     | Pos.     | Pts.      | Pos.      | Pts.       | Pos.       | Total | Total -1 |
| ----------------- | ---------------------------- | -------------------- | -------- | -------- | --------- | --------- | ---------- | ---------- | --------- | --------- | -------- | -------- | --------- | --------- | ---------- | ---------- | ----- | -------- |
| Medalha de ouro   | FRA França                   | Serge Maury          | 1        | 0.0      | 8         | 14.0      | 11         | 17.0       | 26        | 32.0      | 10       | 16.0     | 2         | 3.0       | 4          | 8.0        | 90.0  | 58.0     |
| Medalha de prata  | GRE Grécia                   | Ilias Hatzipavlis    | 2        | 3.0      | 9         | 15.0      | 8          | 14.0       | 10        | 16.0      | 4        | 8.0      | DNF       | 41.0      | 9          | 15.0       | 112.0 | 71.0     |
| Medalha de bronze | URS União Soviética          | Viktor Potapov       | 5        | 10.0     | 1         | 0.0       | 2          | 3.0        | 23        | 29.0      | 15       | 21.0     | DNF       | 41.0      | 6          | 11.7       | 115.7 | 74.7     |
| 4                 | AUS Austrália                | John Bertrand        | 11       | 17.0     | 17        | 23.0      | 9          | 15.0       | 3         | 5.7       | 7        | 13.0     | DNF       | 41.0      | 2          | 3.0        | 117.7 | 76.7     |
| 5                 | SWE Suécia                   | Thomas Lundqvist     | 8        | 14.0     | 23        | 29.0      | 13         | 19.0       | 1         | 0.0       | 13       | 19.0     | DNF       | 41.0      | 1          | 0.0        | 122.0 | 81.0     |
| 6                 | FIN Finlândia                | Kim Weber            | 4        | 8.0      | 29        | 35.0      | 4          | 8.0        | 24        | 30.0      | 18       | 24.0     | 3         | 5.7       | 5          | 10.0       | 120.7 | 85.7     |
| 7                 | GDR Alemanha Oriental        | Christian Schröder   | 24       | 30.0     | 19        | 25.0      | 1          | 0.0        | 13        | 19.0      | 1        | 0.0      | DSQ       | 45.0      | 11         | 17.0       | 136.0 | 91.0     |
| 8                 | HUN Hungria                  | György Fináczy       | 7        | 13.0     | 5         | 10.0      | 21         | 27.0       | 18        | 24.0      | 14       | 20.0     | 1         | 0.0       | 23         | 29.0       | 121.0 | 94.0     |
| 9                 | BRA Brasil                   | Cláudio Biekarck     | 14       | 20.0     | 13        | 19.0      | 23         | 29.0       | 16        | 22.0      | 10       | 16.0     | DNF       | 41.0      | 3          | 5.7        | 146.7 | 105.7    |
| 10                | NZL Nova Zelândia            | Brett de Thier       | 9        | 15.0     | 6         | 11.7      | 15         | 21.0       | 2         | 3.0       | 27       | 33.0     | DNF       | 41.0      | 20         | 26.0       | 150.7 | 109.7    |
| 11                | POR Portugal                 | José Manuel Quina    | 6        | 11.7     | 4         | 8.0       | 5          | 10.0       | 29        | 35.0      | 16       | 22.0     | DNF       | 41.0      | 17         | 23.0       | 132.7 | 109.7    |
| 12                | FRG Alemanha Ocidental       | Walter Mai           | 18       | 24.0     | 3         | 5.7       | 20         | 26.0       | 4         | 8.0       | 24       | 30.0     | DNF       | 41.0      | 12         | 18.0       | 152.7 | 111.7    |
| 13                | ITA Itália                   | Mauro Pelaschier     | 12       | 18.0     | 16        | 22.0      | 14         | 20.0       | 21        | 27.0      | 3        | 5.7      | DNF       | 41.0      | 16         | 22.0       | 155.7 | 114.7    |
| 14                | BEL Bélgica                  | Jacques Rogge        | 3        | 5.7      | 24        | 30.0      | 16         | 22.0       | 12        | 18.0      | 11       | 17.0     | DNF       | 41.0      | 19         | 25.0       | 158.7 | 117.7    |
| 15                | BER Bermudas                 | Paul Hiles           | 13       | 19.0     | 7         | 13.0      | 10         | 16.0       | 20        | 26.0      | 19       | 25.0     | DNF       | 41.0      | 14         | 20.0       | 160.0 | 119.0    |
| 16                | TCH Checoslováquia           | Miroslav Vejvoda     | 20       | 26.0     | 25        | 31.0      | 12         | 18.0       | 15        | 21.0      | 2        | 3.0      | DNF       | 41.0      | 18         | 24.0       | 164.0 | 123.0    |
| 17                | SUI Suíça                    | Walter Bachmann      | 27       | 33.0     | 20        | 26.0      | 7          | 13.0       | 22        | 28.0      | 6        | 11.7     | DNF       | 41.0      | 15         | 21.0       | 173.7 | 132.7    |
| 18                | GBR Grã-Bretanha             | Patrick Pym          | 19       | 25.0     | 11        | 17.0      | 17         | 23.0       | 6         | 11.7      | DSQ      | 45.0     | DNF       | 41.0      | 10         | 16.0       | 178.7 | 133.7    |
| 19                | DEN Dinamarca                | Steen Kjølhede       | 16       | 22.0     | DSQ       | 45.0      | 3          | 5.7        | 17        | 23.0      | 14       | 20.0     | DNF       | 41.0      | 25         | 31.0       | 181.7 | 136.7    |
| 20                | CAN Canadá                   | John Clarke          | 28       | 34.0     | 22        | 28.0      | 22         | 28.0       | 8         | 14.0      | 17       | 23.0     | DNF       | 41.0      | 8          | 14.0       | 182.0 | 141.0    |
| 21                | YUG Iugoslávia               | Minski Fabris        | 15       | 21.0     | 28        | 34.0      | 29         | 35.0       | 19        | 25.0      | 12       | 18.0     | DNF       | 41.0      | 7          | 13.0       | 187.0 | 146.0    |
| 22                | USA Estados Unidos           | Ed Bennett           | 10       | 16.0     | 15        | 21.0      | 24         | 20.0       | 7         | 13.0      | DNF      | 41.0     | DNF       | 41.0      | 21         | 27.0       | 189.0 | 148.0    |
| 23                | NED Países Baixos            | Kees Douze           | 32       | 38.0     | 2         | 3.0       | 28         | 34.0       | 11        | 17.0      | 25       | 31.0     | DNF       | 41.0      | 24         | 30.0       | 194.0 | 153.0    |
| 24                | POL Polônia                  | Per Werenskiold      | 25       | 31.0     | 21        | 27.0      | 27         | 33.0       | 5         | 10.0      | 20       | 26.0     | DNF       | 41.0      | 26         | 32.0       | 200.0 | 159.0    |
| 25                | NOR Noruega                  | Per Werenskiold      | 26       | 32.0     | 18        | 24.0      | 25         | 31.0       | 14        | 20.0      | 21       | 27.0     | DNF       | 41.0      | 27         | 33.0       | 208.0 | 167.0    |
| 26                | PUR Porto Rico               | Lee Gentil           | 35       | 41.0     | 14        | 20.0      | 6          | 11.7       | 27        | 33.0      | 29       | 35.0     | DNF       | 41.0      | 29         | 35.0       | 216.7 | 175.7    |
| 27                | JPN Japão                    | Kazuoki Matsuyama    | 22       | 28.0     | 12        | 18.0      | DNF        | 41.0       | 31        | 37.0      | 9        | 15.0     | DNF       | 41.0      | 31         | 37.0       | 217.0 | 176.0    |
| 28                | ESP Espanha                  | Gerardo Seeliger     | 30       | 36.0     | 27        | 33.0      | 33         | 39.0       | 9         | 15.0      | 31       | 37.0     | DNF       | 41.0      | 13         | 19.0       | 220.0 | 179.0    |
| 29                | ISV Ilhas Virgens Americanas | Richard Griffin      | 17       | 23.0     | 26        | 32.0      | 18         | 24.0       | 30        | 36.0      | 22       | 28.0     | DNF       | 41.0      | 30         | 36.0       | 220.0 | 179.0    |
| 30                | MEX México                   | Roberto Colliard     | 21       | 27.0     | 10        | 16.0      | 26         | 22.0       | 32        | 38.0      | DSQ      | 45.0     | DNF       | 41.0      | 31         | 37.0       | 237.0 | 192.0    |
| 31                | IRL Irlanda                  | Kevin McLaverty      | 29       | 35.0     | 32        | 38.0      | 31         | 37.0       | 25        | 31.0      | 28       | 34.0     | DNF       | 41.0      | 22         | 28.0       | 244.0 | 203.0    |
| 32                | ARG Argentina                | Roberto Haas         | 23       | 29.0     | 31        | 37.0      | DNF        | 41.0       | 28        | 34.0      | 23       | 29.0     | DNF       | 41.0      | 28         | 34.0       | 245.0 | 204.0    |
| 33                | THA Tailândia                | Rachot Kanjanavanit  | 33       | 39.0     | 30        | 36.0      | 19         | 25.0       | DNF       | 41.0      | 26       | 32.0     | DNF       | 41.0      | DNF        | 41.0       | 255.0 | 214.0    |
| 34                | IND Índia                    | Tehmasp Rustom Mogul | 31       | 37.0     | 34        | 40.0      | 30         | 35.0       | DNF       | 41.0      | 30       | 36.0     | DNF       | 41.0      | 34         | 40.0       | 271.0 | 230.0    |
| 35                | ROC República da China       | Chen Shiu-Hsiung     | 34       | 40.0     | 33        | 39.0      | 32         | 38.0       | DNF       | 41.0      | 32       | 38.0     | DNF       | 41.0      | 33         | 39.0       | 276.0 | 235.0    |

### Classificação diária

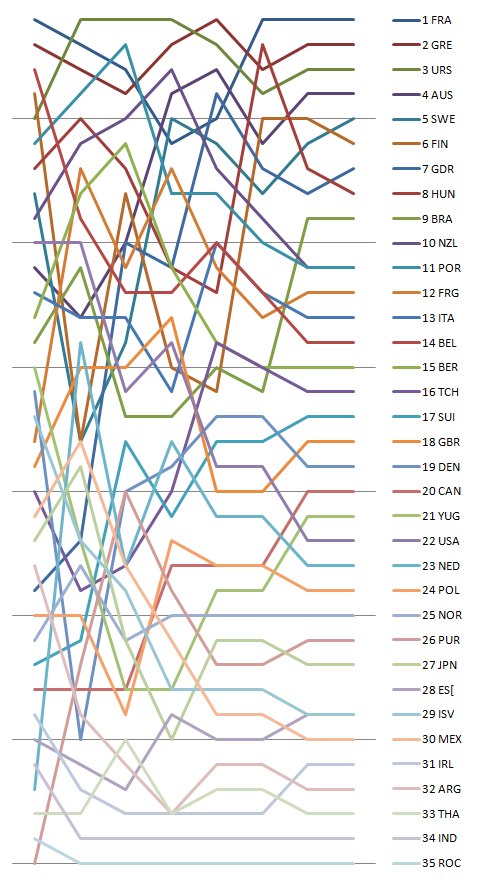
Gráfico mostrando a classificação diária na classe.